# Ӓ (кириллица)
Ӓ, ӓ (А с умлаутом) — буква расширенной кириллицы. Используется в горномарийском и северо-западном марийском языках, где является 2-й буквой алфавита, в кильдинском диалекте саамского языка, а также в ваховском и сургутском диалектах хантыйского языка.
Использовалась в алфавите Ильминского для татарского языка вместо современной буквы Ә.
В кильдинском диалекте саамского языка в начале слов не употребляется, обозначает звук [a] и полумягкость предшествующего согласного (д, н, т). В остальных языках обозначает гласный переднего ряда [æ].
Аналогична букве латинского алфавита Ä.